# Pulex irritans
La pulga común (Pulex irritans) es una especie de insecto sifonáptero de la familia Pulicidae. Son ectoparásitos de vertebrados homeotermos y se alimentan de sangre. Tiene una distribución cosmopolita y un muy amplio espectro de huéspedes, incluido el hombre. De hecho se trata de la especie de pulga que más frecuentemente parasita al ser humano, aunque no sea exclusiva de nuestra especie, como podría equívocamente deducirse del nombre vulgar que se da a Pulex irritans en diversos idiomas.
Es una de las seis especies del género Pulex; las otras cinco viven exclusivamente en América. Se supone que P. irritans se originó en Sudamérica donde su huésped primario sería los pecaríes o los conejillos de Indias. Se cree que llegaron a Eurasia a través del estrecho de Bering en algún momento del posglacial. Es el vector de la peste bubónica, que asoló Europa en la Edad Media.

## Características

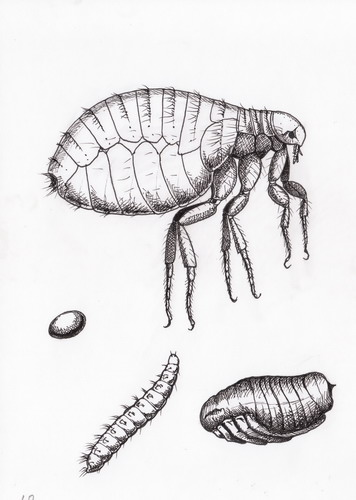
Fases de desarrollo de Pulex irritans: Arriba: adulto o imago. Izquierda: huevo. Abajo izquierda: larva. Abajo derecha: pupa.

Mide 2-3 mm y es de color oscuro, generalmente de rojizo a negruzco. Se trata de insectos muy comprimidos lateralmente, lo que les permite avanzar con rapidez entre el pelo de sus huéspedes. Es capaz de resistir grandes presiones sin sufrir daño físico. Se alimenta de la sangre de sus huéspedes que obtiene aplicando su complejo aparato bucal compuesto, entre otras piezas, por  palpos maxilares, dos palpos labiales, dos mandíbulas y dos maxilas, además de un labro-epifaringe. Con todo ello provoca una mordedura dolorosa, irritante, que justifica su nombre científico. El cuerpo es muy estrecho, escamoso y piloso-espinoso. Como el resto de los sifonápteros las pulgas adultas carecen de alas, pero son capaces de saltar a extraordinarias distancias. De hecho son los mejores saltadores entre todos los animales en relación con su propia talla; son capaces de saltar a una distancia equivalente a 200 veces su tamaño corporal.

## Ciclo biológico
Como el resto de insectos holométabolos, su ciclo biológico tiene cuatro fases: huevo, larva, pupa e imago (insecto adulto) sufriendo metamorfosis completa.
Generalmente ponen sus huevos sobre el huésped, en un número de 25 a 40 diarios, hasta unos 2.000 en la vida de la hembra, pero éstos no quedan adheridos sino que caen y las larvas se desarrollan en el suelo. La larva es vermiforme y se alimenta de las heces de las pulgas adultas así como de restos de piel y de otras materias orgánicas. Tras un periodo variable, generalmente de 10 a 24 días, la larva pasa al estado de pupa confinándose dentro de un capullo. Pueden pasar en este estadio un tiempo variable, de unos 7 días si hay posibles huéspedes, pero en caso contrario pueden esperar varias semanas hasta convertirse en imago o insecto adulto.
La pulga común parasita muchas especies de mamíferos y aves, incluidos animales domésticos y el hombre. Ha sido hallada en perros y cánidos salvajes, monos, pósums, gatos y félidos silvestres, ratas negras y ratas de alcantarilla, roedores silvestres, cerdos, murciélagos, pollos, entre otras. Puede ser huésped intermediario de la tenia Dipylidium caninum. Generalmente el ser humano contrae la parasitosis de pulga común a través de las mascotas o el ganado, pero a menudo también de la fauna silvestre. Los ambientes húmedos y cálidos son favorables para las pulgas comunes, mientras que los fríos y/o secos dificultan su desarrollo. 
La pulga Pulex irritans es el vector habitual de la peste bubónica, causante de diversas pandemias que azotaron Europa con especial intensidad en el siglo XIV. Para ello tiene que parasitar a una rata u otro animal portador de la bacteria Yersinia pestis que causa la enfermedad, y posteriormente a una persona.